# Metropolitana di Kochi
La metropolitana di Kochi è la metropolitana che serve la città indiana di Kochi.

## Storia
La prima tratta della metropolitana, lunga 13 km e comprendente undici stazioni, fu aperta al traffico il 17 giugno 2017. A lavori conclusi la linea sarà lunga 25,6 km.